# Bórax
A bórax (más néven nátrium-tetraborát vagy E285; régi neve: póris) a bórsav nátriummal alkotott sója. Nem tévesztendő össze a bórsóval. Általában puha, színtelen kristályokból álló, fehér por formájában fordul elő. Felhasználási területe igen sokrétű. Alkalmazzák többek között tisztítószerként, zománcként, kozmetikumokban, valamint élelmiszerekben adalékanyagként, biokémiában pufferoldatként, tűzoltó-anyagként, üvegszálakban, fémek tisztításánál, rovar- és gombaölőszerként, valamint egyéb vegyületek alapanyagaként. A bórax név alatt elsősorban a nátrium-tetraborát dekahidrátot értik, de emellett használják a többi hidrát és anhidrát változatra is.

## Elnevezése
A név visszavezethető a középkori latinban használt borat szóra, ami az arab buraq megfelelője, ez pedig vagy a perzsa burah, vagy a középperzsa burak szóból ered.

## Felhasználási területek
- a DNS vizsgálata során az elektroforézis-gélhez adják pufferként, mert gyorsítja a folyamatot, valamint élesebb elhatárolódásokat vált ki
- fémek tisztítása során, például acélgyártás közben lecsökkenti a vas-oxid olvadáspontját, ezáltal az könnyebben eltávolítható az acélból[7]
- élelmiszerekben savanyúságot szabályozó anyagként, valamint tartósítószerként alkalmazzák. Ritkán használják. Megengedett napi maximum beviteli mennyisége 0,1 mg/testsúlykg. Ilyen koncentrációban nincs mellékhatása, de gyógyszerek esetén (nagyobb töménységben) előfordulhat.
- tisztítószerek
- kozmetikumok
- zománcok
- üveg, kerámia adalékanyag
- tűzvédelem
- gombaölőszer
- keményforrasztásnál folyasztószer

## Természetes előfordulása

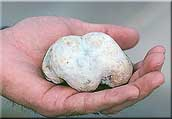
Borax "cottonball"

A bórax előfordulása az időszakos tavak helyén levő evaporit-lelőhelyeken a legvalószínűbb. Ilyen található többek között Törökországban, Kaliforniában, az Atacama-sivatagban és Tibetben.

## Egészségügyi hatások
Emberek esetében 0,1-0,5 g/testsúlykg bórax mérgezést, halált okozhat. A szervezetből a vesén keresztül, nagyon lassan ürül ki. Vesebántalmakat, májbántalmakat és egyéb betegségeket válthat ki. Ennek ellenére a Tudor-ház uralma alatt Angliában a nők előszeretettel használták az arcbőrük fehérítésének céljából, más kén- és ólomvegyületek porított változatával együtt.

## Kémiai vonatkozások

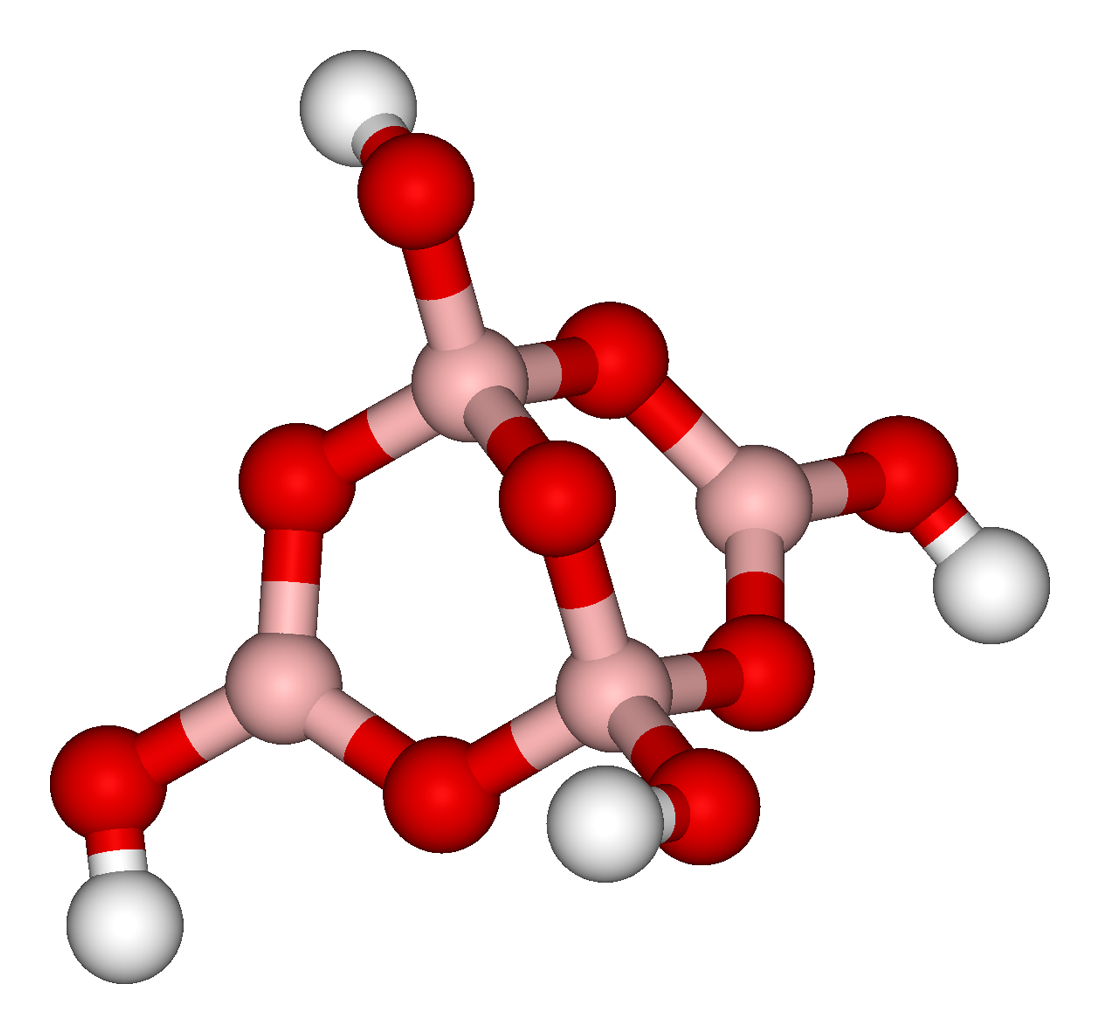
Az anion [B_{4}O_{5}(OH)_{4}]^{2−} szerkezet a bóraxban

A bórax kifejezést több, igen hasonló, de víztartalmukban különböző vegyületre is használják:
- „száraz” bórax vagy nátrium-tetraborát (Na2B4O7)
- bórax pentahidrát vagy tinkalkonit (Na2B4O7·5H2O)
- bórax dekahidrát (Na2B4O7·10H2O)

Bórax dekahidrátból könnyen lehet bórsavat és más vegyületeket előállítani. Száraz levegőn hagyva lassan elveszíti víztartalmának egy részét, és egy fehér, krétaszerű anyaggá, tinkalkonittá alakul.
Világos narancssárga lángot ad, de mivel ezt a színt elérni nem túl egyszerű (a víztartalma és a távozó víz egyéb reakciói miatt), ilyen célra ritkán alkalmazzák.
A bórax dekahidrát oldhatósága etilénglikolban kiváló, dietilénglikolban és metanolban közepes, acetonban nagyon gyenge. Hideg vízben rosszul, azonban a hőmérséklet emelkedésével lényegesen jobban oldódik.